# Augusta Lütken
Augusta Sophie Wilhelmine Lütken (født Iversen, 5. oktober 1855, død 26. september 1910) var en dansk operasangerinde. Hun var gift med søofficer Otto George Lütken.
Sopranen Augusta Lütken debuterede efter kun få års undervisning på Det kongelige Teater i 1876 i syngespillet Ungdom og galskab af Édouard du Puy. Hun var populær i roller som uskyldig ung pige, men nok mest på grund af sin sang, idet hun ikke var den store skuespiller. Hun var ikke mindst kendt for sine roller i Mozarts operaer, bl.a. som Nattens Dronning i Tryllefløjten, Zerlina i Don Giovanni og Susanna i Figaros bryllup. Hun forsøgte sig også med roller i Stockholm og London, men på grund af sin begrænsede skoling fik hun ikke succes.
Hendes karriere varede kun til 1885, hvor hun på grund af dårlige ben måtte opgive sin karriere. Fra 1890 og få år frem kunne man opleve hende i enkelte opsætninger, men hun havde nu mistet sit ungdommelige gåpåmod og opgav derpå endegyldigt den offentlige optræden.